# De Queen
La ville de De Queen est le siège du comté de Sevier, dans l'Arkansas, aux États-Unis d'Amérique.

## Démographie
| 1900  | 1910  | 1920  | 1930  | 1940  | 1950  |
| ----- | ----- | ----- | ----- | ----- | ----- |
| 1 200 | 2 018 | 2 517 | 2 938 | 3 055 | 3 015 |

| 1960  | 1970  | 1980  | 1990  | 2000  | 2010  |
| ----- | ----- | ----- | ----- | ----- | ----- |
| 2 859 | 3 863 | 4 594 | 4 633 | 5 765 | 6 594 |

## Source
- (en) Cet article est partiellement ou en totalité issu de l’article de Wikipédia en anglais intitulé « De Queen, Arkansas » (voir la liste des auteurs).